# Кастелькукко
Кастелькукко (итал. Castelcucco) — коммуна в Италии, располагается в провинции Тревизо области Венеция.
Население составляет 1867 человек, плотность населения составляет 233 чел./км². Занимает площадь 8 км². Почтовый индекс — 31030. Телефонный код — 0423.
Покровителем коммуны почитается святой Георгий, празднование 23 апреля.

## Города-побратимы
- Рор, Германия (2004)